# 더그 클라크
더글러스 드와이어 클락(영어: Douglas Dwyer Clark, 1976년 3월 5일 ~ )는 미국의 전 야구 선수이자, 멕시칸 리그 레드 데블스의 외야수이다.

## 어린시절
미국 매사추세츠주 스프링필드(Springfield)에서 윌리엄 클락과 마가렛 클락 부부 사이에서 태어났다.

## 아마추어 시절
매사추세츠주 센트럴 고등학교 재학시절 풋볼과 농구를 했고, 풋볼 장학생으로 대학에 진학했다. 메사추세츠 대학교(앰허스트) 때부터 야구를 시작했으며, 전공은 생물학이다.

## 한국 프로야구시절

### 한화 이글스시절

#### 2008년
2008 시즌 한화 이글스에 입단하여 전반기에는 성실한 매너, 뛰어난 수비, 폭발적인 타격 솜씨 등을 자랑하며 슈퍼맨이라는 별명을 얻는 등, 한화 팬들의 많은 사랑을 받았으나 그 해 6월 27일 문학 SK전에서 박정권과 충돌하여 무릎 부상을 당한 후 후반기에 급격하게 부진에 빠져 20-20 클럽을 달성하였음에도 소속 팀인 한화의 4강 탈락과 맞물려 재계약에 실패하였다.

### 넥센 히어로즈시절

#### 2009년
2008년 12월 타격 보강을 원했던 히어로즈와 계약하여 이적했고, 이후 꾸준히 히어로즈의 외야수로 활약하였다.
2009년 시즌 초반에는 심각한 슬럼프에 겪기도 하였지만, 이내 곧 타격 감각을 살려 히어로즈에서 1번 타자 혹은 중심 타선으로 자주 출장하면서 활약하였다.
2009년 8월 19일 광주에서 열린 KIA 타이거즈와의 경기에서 도루를 성공하면서 시즌 22홈런, 20도루를 기록하며 2009 시즌 첫 20-20 클럽에 가입하는 선수가 되었으며, 2년 연속으로 20-20 클럽에 가입하였다. 2010년에도 재계약에 성공하여 2년 연속 넥센 히어로즈에서 활약하게 되었다.

#### 2010년
2009년에 비해 큰 활약을 보여 주지는 못하였지만, 전반기 종료 시점까지 타율 .265 홈런 12개, 도루 12개를 기록하면서 한국 프로야구 외국인 선수 최초 3년 연속 20 - 20 클럽 달성의 가능성을 높였다. 그 해 올스타 투표에서 658,253 표를 득표하면서 서군 외야수 후보 중에서는 가장 많은 득표를 한 선수가 되었고, 올스타전에서는 서군 대표로 선발 출전하였다.
그러나 2010년에 넥센 히어로즈는 강윤구와 김수경 등이 부상으로 선발진에서 이탈하였고, 시즌 초반 선발 마운드에서 감초 역할을 하였던 금민철도 중간에 부진하여 2군에 내려가는 등 에이드리언 번사이드 외에는 선발진이 대거 구멍이 생겼다. 올스타전이 끝난 바로 다음 날인 7월 25일 넥센 히어로즈에서는 선발 투수진 강화를 이유로 클락을 웨이버 공시하였고, 대신 두산 베어스 출신 좌완 투수 크리스 니코스키와 계약하였다. 이로써 클락은 올스타전을 마지막으로 넥센 히어로즈 선수로서의 활동을 마감하게 되었다.

## 기타
이름의 특징 때문에 "시계신"이라는 별명이 있으며, 깔끔한 매너로 타 선수들 사이에 모범이 되었다. 실제로 클락은 2009 시즌이 끝나고 출국하기 전 넥센 히어로즈 김시진 감독에게 20 - 20클럽 달성에 대한 감사의 뜻으로 손목시계를 선물하기도 했다.

## 통산 기록

### 메이저 리그 기록
| 년도 | 소속팀 | 경기수 | 타수 | 득점 | 안타 | 2루타 | 3루타 | 홈런 | 타점 | 루타 | 볼넷 | 삼진 | 도루 | 도루 실패 | 출루율 | 장타율 | 타율  |
| ---- | ------ | ------ | ---- | ---- | ---- | ----- | ----- | ---- | ---- | ---- | ---- | ---- | ---- | --------- | ------ | ------ | ----- |
| 2005 | SF     | 8      | 5    | 2    | 0    | 0     | 0     | 0    | 0    | 0    | 1    | 2    | 0    | 0         | 0.167  | 0.000  | 0.000 |
| 2006 | OAK    | 6      | 6    | 0    | 1    | 0     | 0     | 0    | 0    | 1    | 0    | 3    | 1    | 0         | 0.167  | 0.167  | 0.167 |
| 통산 | 2시즌  | 14     | 11   | 2    | 1    | 0     | 0     | 0    | 0    | 1    | 1    | 5    | 1    | 0         | 0.167  | 0.091  | 0.091 |

### 한국 프로 야구 기록
- 연도 별 성적

| 연도 | 팀             | 타율  | 경기 수 | 타수 | 안타 | 2루타 | 3루타 | 홈런 | 타점 | 득점 | 도루 | 도루실패 | 4사구 | 삼진 | 병살타 | 희생타 | 장타율 |
| ---- | -------------- | ----- | ------- | ---- | ---- | ----- | ----- | ---- | ---- | ---- | ---- | -------- | ----- | ---- | ------ | ------ | ------ |
| 2008 | 한화           | 0.246 | 125     | 472  | 116  | 25    | 3     | 22   | 79   | 96   | 25   | 5        | 68    | 78   | 8      | 6      | 0.451  |
| 2009 | 히어로즈· 넥센 | 0.290 | 125     | 486  | 141  | 24    | 4     | 24   | 90   | 85   | 23   | 8        | 68    | 85   | 14     | 2      | 0.504  |
| 2010 | 히어로즈· 넥센 | 0.265 | 92      | 347  | 92   | 16    | 2     | 12   | 50   | 58   | 12   | 7        | 44    | 72   | 9      | 6      | 0.427  |
| 통산 | 3년            | 0.267 | 342     | 1305 | 349  | 65    | 9     | 58   | 219  | 239  | 60   | 20       | 180   | 235  | 31     | 14     | 0.464  |

- 히어로즈(히어로즈)는 2010년 넥센(넥센 히어로즈)으로 구단명을 변경.

## 참조
1. ↑  '슈퍼맨' 클락 ＂홈런 선두, 매우 서프라이즈한 일＂ 보관됨 2008-05-13 - 웨이백 머신 2008년 5월 13일, OSEN
2. ↑  '다카쓰 포기' 히어로즈, 클락-브룸바 체제 확정[깨진 링크(과거 내용 찾기)] 《Osen》, 2008년 12월 18일
3. ↑  클락, 2년 연속 '20홈런-20도루' 달성 《조이뉴스》 2009년 8월 19일 20:30
4. ↑  넥센, 클락 웨이버 공시…니코스키 영입 확정
5. ↑  야구의 신이 한국에는 있고 미국에는 없는 이유 - 오마이뉴스
6. ↑  김현수가 클락의 열혈 팬이 된 사연은? - 조이뉴스24
7. ↑  클락, 코칭 스태프에게 감동의 시계 선물 - 이데일리

## 같이 보기
- 브래드 토머스